# Bacteria culmus
Bacteria culmus är en insektsart som beskrevs av Bates 1865. Bacteria culmus ingår i släktet Bacteria och familjen Diapheromeridae. Inga underarter finns listade.